# اوجی‌ال‌ای-تی‌آر-۱۰
اوجی‌ال‌ای-تی‌آر-۱۰ یک ستاره است که در صورت فلکی کمان قرار دارد.